# 美國青蛙
美國青蛙（Rana grylio），又名沼澤綠牛蛙、豬蛙或豬嗚蛙，是美國东南部的一種青蛙，分佈在南卡羅萊納州至德克薩斯州。

## 描述
美國青蛙呈綠色或灰綠色，有褐色或黑色疙瘩。牠們的腳上有蹼，吻尖及有大的鼓膜。

## 生態及行為
美國青蛙差不多完全生活在水中，最多出現在湖邊及沼澤。牠們是夜間活動的，每年溫暖的季節都會發出像豬的叫聲。

## 食性
美國青蛙主要吃淡水龍蝦，也會吃任何能吞下肚的東西，包括昆蟲、魚類、蛇及其他青蛙。

## 繁殖
美國青蛙會在春天至夏天繁殖。雌蛙會在水面下產達1萬顆卵。美國青蛙會發出像豬的叫聲來吸引雌蛙。

## 保育狀況
美國青蛙並沒有任何瀕危的狀況，並且相對較為普遍。牠們曾被引入到中國、巴哈馬群島的安德羅斯島及新普洛維頓斯島，並波多黎各。

## 外部連結
- Frogs & Toads of Georgia: Pig Frog （页面存档备份，存于）
- Animal Diversity Web: Rana grylio （页面存档备份，存于）
- Amphibian Species of the World: Rana grylio